# Guia Lopes da Laguna
Guia Lopes da Laguna is een gemeente in de Braziliaanse deelstaat Mato Grosso do Sul. De gemeente telt 10.407 inwoners (schatting 2009).

## Verkeer en vervoer
De plaats ligt aan de radiale snelweg BR-060 tussen Brasilia en Bela Vista. Daarnaast ligt ze aan de wegen BR-267, BR-419 en MS-382.